# (16211) Samirsur
(16211) Samirsur (2000 CL83) – planetoida z pasa głównego asteroid okrążająca Słońce w ciągu 3,53 lat w średniej odległości 2,32 j.a. Odkryta 4 lutego 2000 roku.